# Mineralització (biologia)

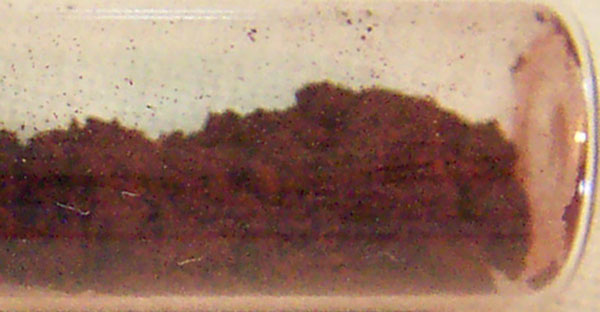
El fòsfor intervé en la mineralització dels ossos

La mineralització en biologia es refereix al procés a través del qual una substància orgànica passa a ser una substància inorgànica.
En el cas de les plantes el nitrogen només es pot aprofitar en la seva forma inorgànica.
La mineralització és un procés normal durant la vida d'un organisme com és el cas de la formació del teixit de l'os o la closca dels ous principalment amb calci.
Aquest terme també indica el procés de la digestió en el qual els bacteris utilitzen la part orgànica de la matèria, deixant enrere els minerals, com passa en la formació dels fòssils (tafonomia).

## Mineralització dels ossos
El teixit dels ossos és un dels sistemes majors dels organismes vertebrats, està format per una matriu mineralitzada i una fracció cel·lular molt activa. Entre les seves funcions és constituir un gran reservori d'ions com el calci que s'alliberen de forma controlada d'acord amb les necessitats de cada moment. El calci, el fòsfor i la vitamina D són fonamentals per a la mineralització dels ossos. Durant la vida, l'os experimenta un procés de remodelació continu, formant teixit ossi nou i reabsorbint el que ja s'ha format per lliurar calci a la sang en la mesura que es necessiti. La parathormona (PTH), la vitamina D i la calcitonina mantenen els nivells normals de calci ifòsfor a la sang actuant a l'intestí gros, l'os i els ronyons.